# Michael Joseph Dooley

Wappen von Michael Joseph Dooley

Michael Joseph Dooley (* 13. Dezember 1961 in Invercargill, Neuseeland) ist ein neuseeländischer Geistlicher und römisch-katholischer Bischof von Dunedin.

## Leben
Michael Joseph Dooley studierte am Holy Cross College in Mosgiel und an der University of Otago. Er empfing am 13. Dezember 1989 das Sakrament der Priesterweihe für das Bistum Dunedin.
Neben Aufgaben in der Pfarrseelsorge war er in der Hochschulseelsorge und der Priesterausbildung tätig. 1998 erwarb er den Mastergrad in Theologie am Melbourne College of Divinity. Seit 2016 war er Generalvikar des Bistums Dunedin.
Am 22. Februar 2018 ernannte ihn Papst Franziskus zum Bischof von Dunedin. Die Bischofsweihe spendete ihm sein Amtsvorgänger Colin David Campbell am 26. April desselben Jahres. Mitkonsekratoren waren der Erzbischof von Wellington, John Atcherley Kardinal Dew, und der Apostolische Nuntius in Neuseeland, Erzbischof Martin Krebs. Die Amtseinführung im Bistum Dunedin fand einen Tag später statt.